# Horfeis
Horfeis es un concejo local localizado en el Distrito Norte de Israel, en las colinas de la Galilea. En 2015 tenía una población de 6.077, en su mayoría drusos.

## Historia
La ciudad está situada en un antiguo sitio, donde se han excavado mosaicos e inscripciones griegas. 
En la era de los cruzados, era conocido como Horfeis, Hourfex, Orpheis, o Orfeis. En 1183 era parte de un estado vendido por Geoffrey le Tor al conde Joscelino III de Edesa. En 1220 la hija de Joscelino III, Beatriz de Courtenay y su esposo Otto von Botenlauben, conde de Henneberg, vendieron la finca a los Caballeros Teutónicos. Fue catalogado como todavía perteneciente a los Caballeros Teutónicos en 1226.

## Demografía
De acuerdo a los datos del censo de la Oficina Central de Estadísticas de Israel (CBS), en el año 2014 vivían unas 6077 personas en Horfeis, con una tasa de crecimiento del 2.0%. La mayoría de los habitantes son drusos, 96.2% y con una minoría cristiana del 3.2%.